# Laxmapur, Ranibennur
Laxmapur là một làng thuộc tehsil Ranibennur, huyện Haveri, bang Karnataka, Ấn Độ.